# 国際派 (日本共産党)
国際派（こくさいは）とは日本共産党が1950年代に内部分裂した際の派閥の一つ。宮本顕治・志賀義雄らの属した反主流派。徳田球一・志田重男・野坂参三らの属した派（所感派、主流派）に対抗した。

## 経緯
1950年（昭和25年）1月6日、コミンフォルム（共産党国際情報局。コミンテルン解散以来初の国際共産主義運動の組織）の機関誌『恒久平和のために人民民主主義のために!』に発表された論文『日本の情勢について』で、日本共産党政治局員野坂参三によるアメリカ占領軍を「解放軍」とする規定や、占領下における平和革命論について「アメリカ帝国主義を美化するものであり、マルクス・レーニン主義とは縁もゆかりもない」とする批判が行われた。
徳田球一は1月12日に「日本の実情も知らずに同志(野坂)の言動を批判することは重大な損害を人民並びに我が党に及ぼす」「一見方針が親米的に見えるだけで実質はそうではなく党の方針に誤りはない」とするコミンフォルムへの反論「政治局所感」を出した。徳田の所感を支持する主流派は「所感派」と呼ばれた。一方宮本顕治ら非主流派は徳田の所感に反対し、コミンフォルムの批判を受け入れ武装闘争・暴力革命の立場をとった。この非主流派は国際共産主義運動からの批判を受け入れるという意味で「国際派」と呼ばれた。
続いて1月17日中国共産党の機関紙人民日報もコミンフォルムを支持して野坂に自己批判を要求した。中ソ両方から批判されて野坂は1月18日に自己批判を行い、コミンフォルムの批判を全面的に受け入れると表明した。国際派の勝利だったが、所感派は屈辱を捨て置かず、国際派に対する左遷措置をとったので（宮本顕治は九州に派遣された）、所感派と国際派の争いは続く。6月にレッドパージで共産党幹部の公職追放命令が出され団体等規正令による出頭命令を拒否したことで逮捕状が出された団規令事件によって所感派は地下に潜行した。地下に潜行した所感派の徳田と野坂は9月に北京に亡命して北京機関を創設した。
地上に残った宮本顕治や袴田里見ら国際派は所感派に対抗するため6月に「日本共産党全国統一委員会」を結成したが中国共産党が人民日報で「日本人民は団結して敵にあたるべき」と統一を呼びかけたため、全国統一委は組織を解体して所感派と合流しようとした。ところが所感派はかさにかかって統一委派を次々と除名し、復党希望者に自己批判を要求した。所感派の高圧的態度に対抗して宮本ら国際派は組織には組織でと12月に「日本共産党全国統一会議」を再結成し、1万人以上の党員を集め、『党建設者』『民族の星』『理論戦線』など独自の機関紙や理論誌を持ち、さながら「もう一つの日本共産党」の様相を呈した。
しかし、所感派は1951年（昭和26年）2月の第四回全国協議会（四全協）で「全国統一会議」を分派認定し「分派闘争決議」を採択。徳田は北京で毛沢東、さらにモスクワに飛んでスターリンと会談し中ソ両共産党の所感派への支持を確保した。8月10日に国際派はコミンフォルムから分派認定を受け（当時の共産主義運動は国際的に一つに結束しており、コミンフォルムから分派と認定されると共産党としての正統性を失う状況にあった）、所感派からの自己批判書提出要求に国際派の幹部は一人、また一人と折れた。まず春日庄次郎や亀山幸三らが自己批判書の提出に応じ、最後には宮本顕治も自己批判書の提出を余儀なくされ「全国統一会議」は解散させられた。所感派が国際派を屈服させたことにより党はとりあえず再統一したが、国際派の復党はすぐには認められず、宮本の指導部復帰が認められたのもようやく1954年（昭和29年）になってのことだった。
所感派は、四全協の「当面の基本的闘争方針」や、1951年10月の第5回全国協議会（五全協）の「日本共産党の当面の要求」（通称「51年綱領」）などにおいて激烈な武装闘争の方針を定め、地下放送の自由日本放送から指示を出して中核自衛隊などに武装闘争を行わせた。1952年（昭和27年）4月にはサンフランシスコ講和条約の発効で占領状態が解かれたことでレッド・パージは解除され、日本共産党は10月の総選挙に晴れて参加できたが、前年末から同年夏にかけて全国で猛威をふるった共産党は世論から背を向けられ、全員落選となった。1953年（昭和28年）3月にはスターリンが死去し、7月には朝鮮戦争が終了。10月には徳田球一が死去（日本での徳田の死去公表は2年後の1955年）。武装蜂起を起こす口実がほぼなくなった。ソ連の勧告もあって1954年（昭和29年）頃から所感派と国際派は歩み寄りをはじめ、1955年（昭和30年）7月の第6回全国協議会（六全協）で党の再統一を果たし、中国革命方式の武装闘争路線の放棄を決議した。
再統一後、1958年（昭和33年）の第7回党大会までには旧国際派の宮本顕治の党指導権が確立した。
この一連の動きは「逆コース」真っ只中でのことである。